# Miłosz I Obrenowić
Miłosz I Teodorewić Obrenowić (serb. Милош I Теодоровић Обреновић, Miloš I Teodorević Obrenović; ur. 18 marca 1780 w Srednej Dobynji, zm. 26 września 1860 w Belgradzie) – książę Serbii w latach 1817–1839 i 1858–1860, założyciel dynastii Obrenowiciów. W historiografii serbskiej zwany często kniaziem Miłoszem. Ojciec Michała I.

## Życiorys
Uczestnik serbskich powstań antytureckich w latach 1804–1813 i 1815. Wódz II powstania antytureckiego. Uznany za naczelnego knezia objął rządy w Serbii, dzieląc władzę z paszą belgradzkim. W 1826 uzyskał autonomię dla kraju, dla siebie zaś w 1830 dziedziczny tytuł księcia. W 1839 abdykował na rzecz syna Milana. W 1858 powołany ponownie na tron książęcy. Zaprowadził rządy absolutne, godząc się jedynie na częstsze zwoływanie parlamentu (Skupsztiny). Utrwalił autonomię Serbii, nie zdołał jednak uwolnić jej spod wpływów tureckich.
Milosz I zmarł w swojej belgradzkiej rezydencji w 1860 roku.
| 4. Michajlo Obrenowić |  |                                      |  |  |                                  |
|                       |  | 2. Teodor Michajlowić Obrenowić      |  |  |                                  |
| 5.                    |  |                                      |  |  |                                  |
|                       |  |                                      |  |  | 1. Miłosz I Teodorewić Obrenowić |
| 6.                    |  |                                      |  |  |                                  |
|                       |  | 3. Wisznja Obrenowić z Matrinowiciów |  |  |                                  |
| 7.                    |  |                                      |  |  |                                  |
|                       |  |                                      |  |  |                                  |